# Росташи (Саратовская область)
Росташи — село в Аркадакском районе Саратовской области России.
Село является административным центром Росташовского сельского поселения.

## Население
| 2002 | 2010 |
| ---- | ---- |
| 1058 | ↘975 |

## Уличная сеть
В селе один переулок и семь улиц: Школьный пер., ул. Жилучасток 1, ул. Жилучасток 2, ул. Жилучасток 3, ул. Заречная, ул. Новая, ул. Садовая, ул. Центральная.

## История
Точная дата основания села неизвестна, но согласно сведениям IV ревизии о помещичьих крестьянах Балашовской округи Саратовского наместничества, которая проводилась в 1781—1783 г.г., деревня Расташи (Росташи) упоминается как новопоселенная, ведомства с. Аркадак.
В 1849 году в селе был построен Храм во имя святителя Николая Чудотворца.
Престолы: Главный — во имя святителя Николая Чудотворца, в приделе — во имя святых бессребреников и чудотворцев Космы и Дамиана.
Из истории: Каменная с каменной же колокольней церковь была построена в селе Расташи Балашовского уезда Саратовской губернии (ныне Росташи) в 1849 году тщанием помещика, тайного советника Николая Гавриловича Рюмина. Храм двухпрестольный. В штате причта состояли священник и псаломщик, проживавшие в церковных домах. В приходе были земские школы в самом селе и в приписных деревнях Ильмене, Грачевке и Николаевке.
Согласно «Списку населенных мест Российской империи по сведениям 1859 года» Саратовская губерния, Балашовский уезд, стан 1: село Росташи владельческая, при реке Грачевка, число дворов — 91, жителей мужского пола — 220, женского пола — 212. Имелся конный завод.

## Сельскохозяйственная станция Нансена
Фритьоф Нансен принимал активное участи в организации и оказании помощи голодающим в Поволжье. В 1922 году за свою деятельность он был удостоен Нобелевской премии мира в размере 122 тысячи крон. Желая предложить помощь Советской России и считая при этом, что основные причины голода лежали в низком уровне сельскохозяйственной культуры в России, Нансен разработал проект по созданию в России нескольких показательных сельскохозяйственных опытных станций. Новая экономическая политика разрешала иностранцам арендовать в России землю. С января 1923 года в Москве шли переговоры о создании в России показательных станций, использующих передовой опыт работы в сельском хозяйстве. Согласно замыслу Нансена работать на этих станциях должно было местное население, а управляющими выступать иностранцы, которые должны были внедрить в России новые методы хозяйствования: кредитование крестьян выдачей семян, скота, земледельческих орудий. Планировался ввоз в Россию сельскохозяйственных машин. Общая сумма затрат Нансена составляла 2 млн рублей.
5 июня 1923 года был подписан пятилетний договор, согласно которому Правительство РСФСР безвозмездно выделяло Нансену в концессию участки земли, субсидировало необходимое на первый год количество семян и предоставляло 50-процентную скидку на провоз по территории России иностранной сельхозтехники и инвентаря. Нансен обязался инвестировать в каждое хозяйство по 10 тыс. английских фунтов. Выбор мест устройства станций пал на Росташи и село Михайловку в Криворожском округе УССР.
Начальником показательной станции в Росташах стал Г. К. Седергрен, а его помощниками — агроном П. С. Степанов и животновод со шведским образованием А. В. Юттерберг. Летом 1924 года концессия получила вначале 983 десятины земли, а затем ещё 1 196 десятин. В Росташи из-за границы были привезены 22 трактора и 4 автомашины.
Однако работа на станции с самого начала шла медленно. Шведские управляющие винили в этом плохие климатические условия, дезорганизованность крестьян, дороговизну кормов, низкую производительность труда заморенных крестьянских лошадей, а также нормированные цены на хлеб. Кроме того, были изменены первоначальные условия соглашения. Местная власть пыталась требовать со шведов арендную плату за землю, железнодорожники отказывались предоставлять скидку на провоз техники.
Уже в августе 1925 года московская комиссия отмечала неудовлетворительные итоги работы станции.
К 1927 году средства на содержание станции были полностью исчерпаны. Станция так и не начала приносить доход. Долг станции составлял 48,5 тыс. руб.
14 мая 1927 года Саратовский губисполком ликвидирует станцию, пояснив, что средства, внесённые Нансеном, благодаря нерациональному ведению хозяйства все прожиты, а станция своего назначения как показательное сельхозпредприятие не выполнила. Станция была передана Саратовскому губернскому сельхозтресту.